# Ballobar
Ballobar è un comune spagnolo di 1 007 abitanti situato nella comunità autonoma dell'Aragona.